# Инди Хартвелл
Саманта Де Мартин (англ. Samantha De Martin, род. 17 августа 1998, Мельбурн) — австралийская женщина-рестлер.
Известна по выступлениям в WWE под именем И́нди Ха́ртвелл (англ. Indi Hartwell) с 2019 по 2024 год. Она является бывшей чемпионкой NXT среди женщин и командной чемпионкой NXT среди женщин вместе с Кэндис Ле Рей. Также она бывшая чемпионкой WSW среди женщин и чемпионка RCW среди женщин.

## Карьера в рестлинге

### Ранняя карьера
Де Мартин начала свои тренировки в возрасте 19 лет, она обучалась в академии Professional Championship Wrestling (PCW) в Мельбурне. Она дебютировала в марте 2016 года в своей родной Австралии. Она выступала в нескольких промоушенах, таких как Melbourne City Wrestling, Shimmer, Rise, Riot City Wrestling и World Series Wrestling.

### WWE (2019—2024)
5 ноября 2019 года стало известно, что Хартвелл подписала контракт с WWE. 7 ноября 2019 года состоялся её дебют на живом мероприятии NXT.

## Личная жизнь
Де Мартин имеет чилийское и итальянское происхождение. Она заявила, что матч между Бэйли и Сашей Бэнкс на NXT TakeOver: Brooklyn вдохновил её стать рестлером.

## Титулы и достижения
- Battle Championship Wrestling
  - Чемпион BCW среди женщин (1 раз)[6]
  - Турнир за женское чемпионство BCW[7]
- Newcastle Pro Wrestling
  - Чемпион Newy Pro среди женщин (1 раз)[8]
  - Королева замка (2018)[9]
- Pro Wrestling Illustrated
  - № 83 в топ 100 женщин-рестлеров в рейтинге PWI Women’s 100 в 2020[10]
- Riot City Wrestling
  - Чемпион RCW среди женщин (1 раз)[11]
- World Series Wrestling
  - Чемпион WSW среди женщин (1 раз)[12]
- WWE
  - Чемпион NXT среди женщин (1 раз)
  - Командный чемпион NXT среди женщин (1 раз) — с Кэндис Ле Рей[13]